# Datorspelsåret 1971
Före 1971 finns inte mycket datorspelshistoria. De två enda spelen som släpptes innan, Tennis for Two (1958) och Spacewar! (1961), har egna artiklar.

## Händelser

### Företag
- Nakamura Manufacturing Ltd. börjar använda "Namco" som varumärke.

## Spel släppta år1971

### Arkadspel
- Computer Space [1]

### Fotnoter
1. ↑  ”Killer List of Video Games”. http://www.arcade-museum.com/game_detail.php?game_id=7381. Läst 22 mars 2011.